# Выборы главы администрации Эвенкийского автономного округа (1996)
Выборы главы администрации Эвенкийского автономного округа состоялись 22 декабря 1996 года. Победу над действующим губернатором Анатолием Якимовым (34,62 %) одержал председатель Законодательного собрания региона Александр Боковиков с результатом 35,52 % (отрыв — 74 голоса). Согласно законодательству региона, второй тур не предусматривался. Проигравший кандидат оспорил итоги выборов, окружной избирком признал итоги голосования недействительными из-за нарушения правил агитации со стороны Александра Боковикова. Повторное голосование было проведено 16 марта 1997 года, где победа вновь досталась председателю Суглана.

## Результаты
| Место                       | Место                       | Кандидат                    | Голосов | %        |
| --------------------------- | --------------------------- | --------------------------- | ------- | -------- |
|                             | 1.                          | Александр Боковиков         | 2926    | 35,52 %  |
|                             | 2.                          | Анатолий Якимов             | 2852    | 34,62 %  |
|                             | 3.                          | Виктор Гаюльский            | 1081    | 13,12 %  |
|                             | 4.                          | Сергей Суздалев             | 679     | 8,24 %   |
| Против всех                 | Против всех                 | Против всех                 | 459     | 5,54 %   |
| Действительных бюллетеней   | Действительных бюллетеней   | Действительных бюллетеней   | 7994    | 98,50 %  |
| Недействительных бюллетеней | Недействительных бюллетеней | Недействительных бюллетеней | 243     | 2,96 %   |
| Всего                       | Всего                       | Всего                       | 8237    | 100,00 % |